# Pfarrhof (Wermerichshausen)

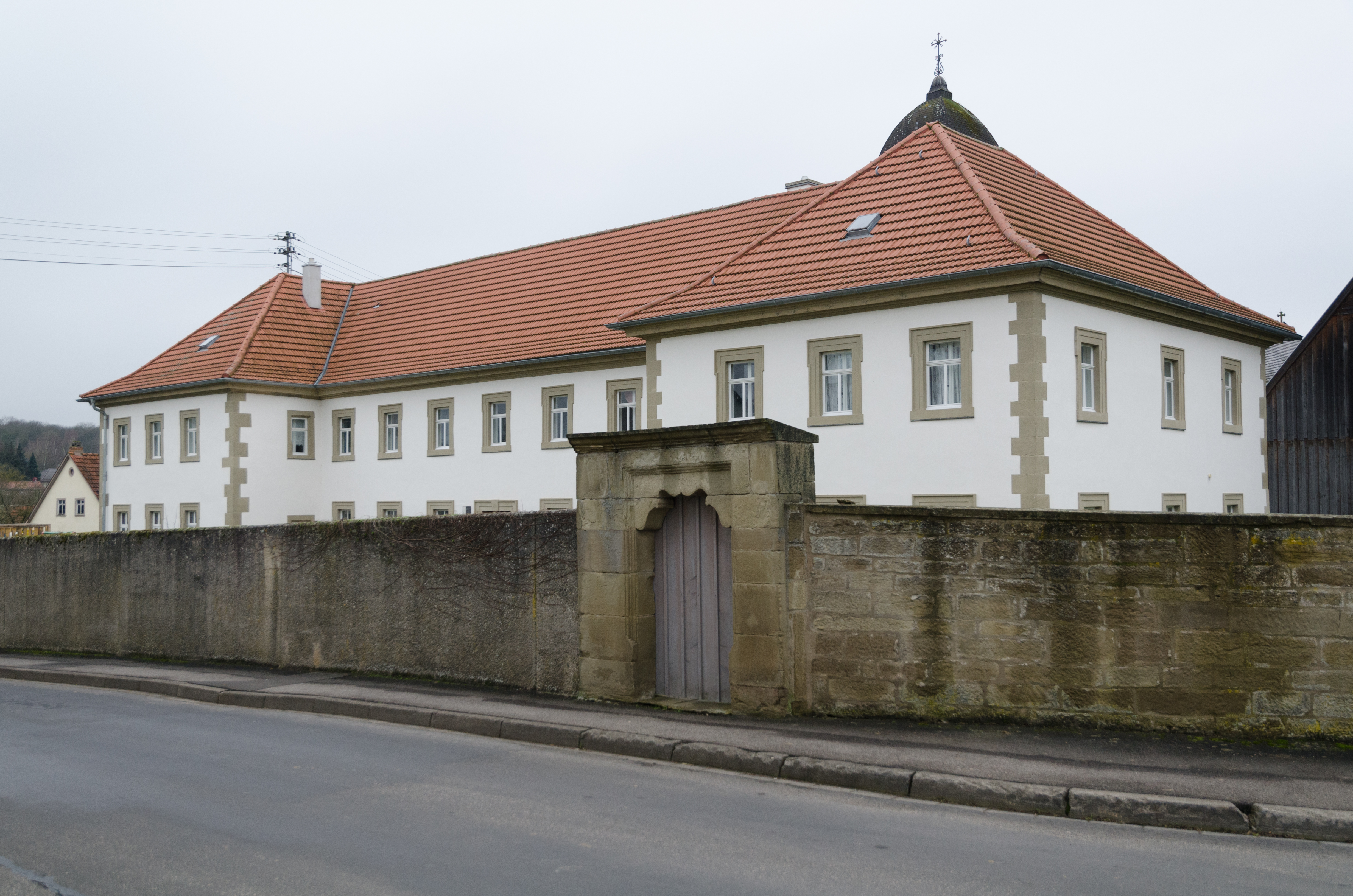
Ehemaliger Pfarrhof in Wermerichshausen

Der Pfarrhof in Wermerichshausen, einem Stadtteil von Münnerstadt im unterfränkischen Landkreis Bad Kissingen in Bayern, wurde von 1741 bis 1743 errichtet. Der ehemalige Pfarrhof an der Pfarrer-Braum-Straße 5 ist ein geschütztes Baudenkmal.
Die zweigeschossige, verputzte Dreiflügelanlage mit Eckquaderungen besitzt Walm- bzw. Satteldächer.